# لویی بویارد
لویی بویارد (انگلیسی: Louis Boyard؛ زادهٔ ۲۶ اوت ۲۰۰۰) سیاستمدار اهل فرانسه است. او دومین نماینده جوان در تاریخ فرانسه است.